# La Guàrdia (Cava)
La Guàrdia és una muntanya de 1.634 metres que es troba al municipi de Cava, a la comarca de l'Alt Urgell.